# آلستر هندرسون
آلستر هندرسون (انگلیسی: Alastair Henderson; ۱ ژانویهٔ ۱۹۱۱ – تاریخ ورودی نامعتبر است) بازیکن فوتبال، و سرمربی (فوتبال) اهل بریتانیا بود.
از باشگاه‌هایی که در آن بازی کرده‌است می‌توان به باشگاه فوتبال لیتون اورینت و باشگاه فوتبال لیورپول اشاره کرد.